# Life in the Freezer

Life in the Freezer est une série documentaire de la BBC présentée par David Attenborough, retransmise pour la première fois à l'écran au Royaume-Uni le 18 novembre 1993.
Il s'agit d'une étude du cycle saisonnier de l'Antarctique, et c'est la première étude spécialisée de David Attenborough avant sa trilogie majeure qui commence avec Life on Earth. Chacun des six épisodes de 30 minutes, à l'exception du dernier, montre comment les espèces luttent pour survivre sur le continent Antarctique durant l'année.

## Contexte
La série explore l'effet saisonnier sur le continent Antarctique. Depuis l'un des hivers les plus rudes de la planète jusqu'à l'arrivée du printemps qui accueille les migrations des espèces océaniques venant se reproduire. Puis, en été, ce sont les phoques et les pingouins qui luttent pour élever leurs petits avant que l'hiver ne s'installe de nouveau. À cette époque, la calotte glaciaire double d'épaisseur et les animaux doivent partir pour trouver de la nourriture.
David Attenborough a accompagné une équipe de 20 personnes en Antarctique et a passé trois ans à tourner la série. Ils ont dû faire face à des glaciers monolithiques et à des conditions météorologiques extrêmes, notamment des mers montagneuses, des blizzards à 160 km/h et des températures rigoureuses.
L'équipe a utilisé les toutes dernières innovations en matière de caméras, et a dû se déplacer sur un territoire qui n'était pas accessible aux cinéastes auparavant. Par exemple, pour filmer la faune marine dans cette série, des bateaux, des plongeurs, des capsules suspendues et des caméras télécommandées montées sur des pneumatiques ont été nécessaires. Les phoques léopards et autres prédateurs étaient particulièrement dangereux pour les plongeurs, de sorte que certaines séquences sous-marines ont nécessité l'utilisation de cages pour des raisons de sécurité. L'équipe a également utilisé un petit yacht à coque en acier, le Damien II. Il avait une quille rétractable, ce qui a permis au navire de s'aventurer dans des baies peu profondes et de déposer des équipes de cadreurs sur des îles éloignées, où ils pouvaient rester en contact par radio. Un steadicam a été utilisé pour obtenir des gros plans d'otaries à fourrure.

Le cadreur Mike deGruy a raconté ce que c'était que de filmer sous la glace lors d'un blizzard :
"J'ai sauté dans un trou de phoque, repoussant la glace et l'équipe m'a passé ma caméra. Étonnamment, je n'avais pas trop froid, sauf à l'endroit du contact du détendeur et de ma bouche qui s'est immédiatement engourdi. Puis tout est devenu très calme et j'ai pu observer l'une des scènes les plus extraordinaires jamais vues. En descendant le long de la glace, je me suis retrouvé complètement entouré de glace : un tunnel de vingt pieds de diamètre. Tout au-dessus de moi, sur terre le vent grondait, mais là il n'y avait absolument aucun son, sauf les lointaines trilles des phoques de Weddell."
Le dernier épisode concerne la course pour être le premier homme à atteindre le pôle Sud, et se termine par les secrets de tournage.